# Roman jdanovien français
 (août 2018).
Si vous disposez d'ouvrages ou d'articles de référence ou si vous connaissez des sites web de qualité traitant du thème abordé ici, merci de compléter l'article en donnant les références utiles à sa vérifiabilité et en les liant à la section « Notes et références ».
Le roman jdanovien est tout à la fois une évolution et une reprise en main idéologique du réalisme socialiste dont certaines bases avaient été jetées dès 1934 par Andreï Jdanov. 

## Origine
En effet, après la guerre et dans une tradition déjà ancienne de mise sous tutelle de l'art, Jdanov, en 1946, entreprend de recadrer la question littéraire coupable selon lui d'avoir à l'occasion - il songe particulièrement à deux publications de Léningrad - dénaturé l'idéologie révolutionnaire. Quelques compositeurs (Chostakovitch entre autres) feront également les frais de ses colères dénonçant toutes une idéologie bourgeoise censée s'insinuer dans l'art soviétique.
En 1947 est créé à Moscou le Kominform qui essaimera dans le monde entier une inévitable radicalisation des positionnements - les États-Unis étant considérés quasi-officiellement comme le principal ennemi impérialiste (Doctrine Jdanov).
Dès lors, la radicalisation représentera une tentation non négligeable pour certains auteurs extrêmement proches du PCF et le roman jdanovien français atteindra son apogée entre la fin des années 1940 et le début des années 1950, paradoxalement à un moment où, en URSS, Jdanov meurt (pour la plus grande joie d'un nombre important d'ennemis) et que sont évincés les jdanoviens hors des rouages du Parti.

## Aspects et caractéristiques
Les caractéristiques stylistiques des romans jdanoviens de l'après-guerre sont nourries pour beaucoup de celles du réalisme socialiste. L'on retrouve en effet une esthétique du monumental tel qu'il s'était largement élaboré sous Staline, qui frappe encore aujourd'hui les esprits par le gigantisme architectural et statuaire, mais qui a depuis longtemps déserté la littérature : l'on ne trouve plus guère dans les rayonnages les grandes épopées édifiantes qui pendant près d'une décennie connurent un véritable succès auprès de d'auteurs et de lecteurs souvent déjà acquis à la cause révolutionnaire (Louis Aragon, les Communistes). D'autant que subsistait très largement, en héritage du réalisme socialiste, la notion de commande sociale : il fallait écrire ce que l'ouvrier attendait tout en balisant considérablement ses choix.
Par ailleurs, il est indéniable que les auteurs eurent souvent recours à des effets que certains, dont Alain Brossat (voir bibliographie), qualifièrent de « dramatisation pachydermique » (Pierre Daix, Classe 42, Jean Laffitte, Rose France) : frapper les esprits et créer des modèles de comportement faisaient partie des tâches imposées, les auteurs ne perdant jamais de vue le principe d'une littérature vécue comme une modalité de la Révolution à venir (en France et plus généralement dans les pays non communistes) ou une célébration permanente de ses héros (en URSS et dans le bloc socialiste). Ceci explique pourquoi certains de ces romans, peuplés de héros positifs (plus nombreux dans la littérature soviétique - souvent traduite que dans la littérature française) eurent un succès considérable auprès des adolescents français des années 1950 que séduisait aussi une espèce d'exotisme soviétique. 
À chaque pays ses mythes revisités : si l'URSS revécut inlassablement sur le plan littéraire la révolution de 17 et la guerre civile qui s'ensuivit, la France elle, profondément marquée par le drame qui venait de se jouer sur son sol, ne cessa d'interroger et de réécrire la Résistance et la déportation, ce qui fut l'occasion de redoutables simplifications historiques parfois. Par analogies plus ou moins discrètes, l'on associait volontiers barbarie, capitalisme et impérialisme (impérialisme allemand hitlérien et impérialisme américain), leur opposant une pureté supposée et un peu naïve de l'URSS en général et des partis communistes locaux en particulier, assimilés à la Civilisation et à la Liberté véritable.
Une autre caractéristique de cette littérature est le rejet du cosmopolitisme, incompatible en effet avec la rigueur doctrinaire - les nations impérialistes étaient à combattre - et qui conduisit parfois à de navrants glissements vers l'antisémitisme avec l'apparition d'un personnage récurrent : le caricatural homme d'affaires américain immensément riche... et juif (René Jouglet, l'Or et le Pain).

## Évolution
Le roman jdanovien semble avoir fini par lasser les auteurs eux-mêmes : beaucoup trouvèrent par la suite l'occasion de renier leur production (Louis Aragon ne cessa de remanier les Communistes, André Stil essaya de se justifier...) tant ces œuvres souffraient d'une sorte  d'enflure permanente, aussi bien stylistique (surabondance d'allégories, d'hyperboles et de métaphores) qu'idéologique.